# 통일민주당
통일민주당(統一民主黨)은 1987년 창당되었던 대한민국의 정당이다. 약칭은 민주당이다. 상도동계와 동교동계를 주축으로 창당하였으나, 대통령 후보 선출 갈등으로 동교동계는 탈당하였다.

## 역사

### 창당 배경
당시 제1야당이던 신한민주당이 이른바 "이민우 구상"과 이철승 등의 내각제 개헌 주장으로 내분에 빠지자, 김영삼과 김대중은 새로운 야당을 만들기로 합의하고 1987년 4월 21일에 통일민주당을 창당하였다. 창당 후 상도동계, 동교동계 의원들을 신한민주당으로부터 탈당시켜 입당하게 하였다. 양김은 민주화추진협의회를 구성해 민주진영을 구축하기도 했다.
통일민주당은 출범부터 순조롭지 못하였다. 1987년 4월 '용팔이'로 불리던 김용남이 깡패들을 동원해 통일민주당 지구당 창당을 방해하는 사건이 일어났다. 정체불명의 20대 청년 150여 명이 도끼로 지구당 출입문을 부수고 난입해 당원들을 무차별 폭행하고 사무실 집기를 불태운 일명 '용팔이 사건'으로, 김용남 등은 징역 2년 6월을 선고받았다.
통일민주당은 개헌논의의 중지를 선언한 전두환 대통령의 4·13조치를 정면으로 거부하고 5월 27일 비제도권 사회단체들과 합동하여 민주헌법쟁취국민운동본부를 결성하여 대통령직선제개헌 관철을 위한 집회·시위 등 장외투쟁을 강화하였다.

### 6월 민주항쟁과 분열
6월 10일 국민운동본부와 합동으로 ‘박종철군고문살인은폐규탄 및 호헌철폐국민대회’를 개최, 전국적으로 집회와 시위를 유발하였으며, 6월 26일 ‘민주헌법쟁취국민평화대행진’을 벌여 전국적인 시위를 유발하였다.
그 결과 민주정의당 대표인 노태우가 대통령 직선제 개헌을 수용하는 6·29선언이 발표되었다.

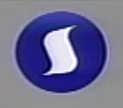
통일민주당 로고

이러한 승리를 거둔 통일민주당은 대통령선거에 나설 후보자 선출문제를 놓고 대립하다가 김대중의 동교동계 의원들이 10월 29일 집단탈당하여 평화민주당을 창당함으로써 분당되었다.

### 김영삼 출마
이후 통일민주당은 상도동계가 중심이 되어 김영삼을 대통령 후보로 선출하고, 1987년 12월 16일 실시된 제13대 대통령선거에 참여하였으나, 유효투표의 28.0％를 획득하는 데 그쳐 36.6％를 획득한 민주정의당의 노태우 후보에게 패배하였으며, 5개월 후에 실시된 제13대 총선에서 지역구와 전국구를 합쳐 총 59석을 확보하여 124석을 확보한 민주정의당과 70석을 확보한 평화민주당에 이어 제3당이 되었다.

### 통일민주당 신설합당
이후 한동안 여소야대 국회에서 평화민주당, 신민주공화당 등과 공조하여 노태우 정부를 견제하였으나, 1990년 이른바 3당 합당을 통하여 민주자유당이 창당됨으로써 소멸하였다. 3당합당에 반대하는 잔류파들은 민주당을 창당하였다.

### 역대 총재
| 대수   | 역대 총재 | 직함         | 임기                              |
| ------ | --------- | ------------ | --------------------------------- |
| 1      | 김영삼    | 총재         | 1987년 5월 1일 ~ 1988년 2월 8일   |
| (임시) | 김명윤    | 총재권한대행 | 1988년 2월 8일 ~ 1988년 5월 12일  |
| 2      | 김영삼    | 총재         | 1988년 5월 12일 ~ 1990년 1월 31일 |

## 역대 선거 결과

### 대통령 선거
| 연도   | 선거   | 후보자 | 득표        | 득표율          | 결과 | 당락 |
| ------ | ------ | ------ | ----------- | --------------- | ---- | ---- |
| 1987년 | 13대   | 김영삼 | 6,337,581표 | \| \| 28.03% \| | 2위  | 낙선 |
|        | 28.03% |        |             |                 |      |      |

### 국회의원 선거
|  | 20.54% |

|  | 23.8% |

|  | 19.73% |

## 역대 전당대회
1987년 5월 1일 통일민주당 창당대회
- 단일지도체제 당헌 채택
- 대통령직선제 정강정책 채택
- 총재에 김영삼 전 신민당 총재 추대
- 총재단 선출

1987년 11월 9일 통일민주당 임시 전당대회
- 대한민국 제13대 대통령 선거 후보로 김영삼 총재 추대

1988년 1월 6일 통일민주당 임시 전당대회
- 당헌 개정
- 김영삼 총재 재신임
- 총재단 선출

1988년 3월 3일 통일민주당 임시 전당대회
- 야권통합 신설합당 수임기구 구성 결의

1988년 5월 12일 통일민주당 정기 전당대회
- 당헌당규 개정
- 총재에 김영삼 전 총재 추대
- 민주화투쟁 계속 결의

1990년 1월 30일 통일민주당 임시 전당대회
- 민주자유당으로의 삼당합당 의결
- 합당수임기구 결정을 김영삼 총재에 일임

## 같이 보기
- 평화민주당
- 3당합당
- 꼬마민주당
- 통일민주당 창당 방해 사건